# Niedzielsko
Niedzielsko – wieś całkowicie włączona w 1988 roku do Wielunia. W 1912 roku wybudowano w Niedzielsku cukrownię „Wieluń”, nieczynną od 2002 roku.
Właścicielem Niedzielska był ojciec kronikarza Jana Długosza, również Jan Długosz.